# Macrotyloma ciliatum
Macrotyloma ciliatum är en ärtväxtart som först beskrevs av Carl Ludwig von Willdenow, och fick sitt nu gällande namn av Bernard Verdcourt. Macrotyloma ciliatum ingår i släktet Macrotyloma och familjen ärtväxter. Inga underarter finns listade i Catalogue of Life.